# Lao Wiang
Die Lao Wiang (Thai ลาวเวียง) sind eine Ethnie aus der Gruppe der Tai-Völker, die im Nordosten (Isan) und der Zentralregion Thailands lebt. Ihr gehören etwa 50.000 Menschen an (Stand 2001). Die Lao Wiang siedeln vornehmlich in den Provinzen Prachinburi, Udon Thani, Nakhon Pathom, Chai Nat, Lop Buri, Saraburi, Phetchaburi, Roi Et. Eine nicht unbeträchtliche Zahl ist als Wanderarbeiter in Bangkok tätig.

## Namensvarianten
Die Lao Wiang werden auch Tai Wiang (ไทเวียง), Lao Wiang Chan (Vientiane) (ลาวเวียงจันทน์), Tai Wiang Chan (ไทเวียงจันทน์) oder einfach als Wiang (เวียง) genannt. Diese Namen werden in Laos auch für die Einwohner von Vientiane und deren Nachkommen in Thailand gebraucht. Viele Menschen, die in diesem Sinne Lao Wiang sind, sehen sich selbst als Isan oder Lao.

## Geschichte
Wie der Name suggeriert, sind die Lao Wiang Nachkommen von Laoten aus der Region Vientiane. Nach dem Zusammenbruch von Lan Xang wurden die drei nachfolgenden Königreiche Vasallenstaaten Siams. Der König von Vientiane, Anuvong, akzeptierte die Oberhoheit Bangkoks jedoch nicht und rebellierte 1826. Nach dem Sieg Siams im folgenden Krieg ließ König Rama III. Vientiane vollständig zerstören und einen beträchtlicher Teil seiner Bevölkerung zum Frondienst in die Khorat-Hochebene und das Chao-Phraya-Becken, also auf das Gebiet des heutigen Zentral- und Nordost-Thailands, verschleppen. Während der Zeit von König Chulalongkorn (Rama V.) wurde die Sklaverei abgeschafft und die Lao Wiang wurden thailändische Bürger.

## Kultur

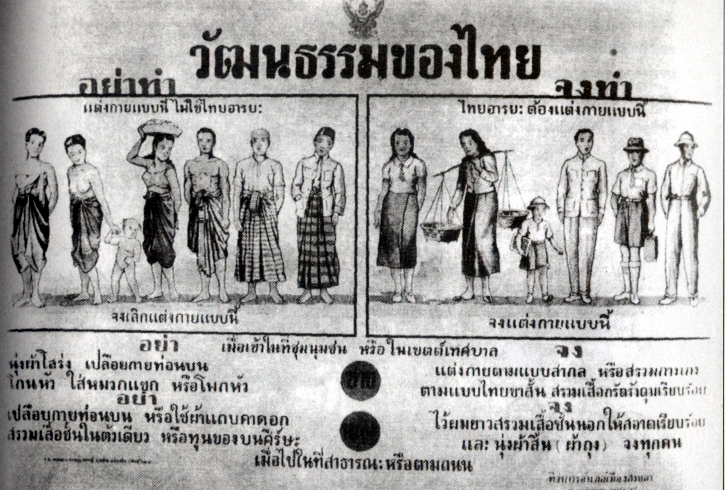
Die Lao Wiang tragen jedoch noch die traditionelle Kleidung (links).

Die Lao Wiang unterscheiden sich von der allgemeinen Bevölkerung des Isan nur durch ihre Abstammung, sie leben heutzutage entweder als Thai oder als Isan. Manche jedoch bewahren ihre eigene Identität durch die traditionelle Kleidung und ihren Dialekt. Das pha sin genannte traditionelle knielange bunte Kleid, das die meisten Lao-Wiang-Frauen bis weit ins 20. Jahrhundert trugen, ist allerdings, bis auf besondere Anlässe, durch moderne Alltagskleidung wie sie die Mehrheitsbevölkerung trägt, verdrängt worden.
Ein Teil der Lao Wiang lebt vom Ackerbau, andere vom Jagen und Fischen. Die Fischerei findet traditionell oft noch als Speerfischen statt. Das Fleisch der Reisfeldratte, die mit Fallen aus Bambus gefangen wird, gilt den Lao Wiang als Delikatesse.
Die Lao Wiang sind überwiegend Anhänger des Theravada-Buddhismus, den sie allerdings mit älteren animistischen Elementen, wie der Verehrung von Haus- und Dorfgeistern, vermischen.